# Зграда у Суреповој улици 1 у Тополи
Зграда у Суреповој улици 1 у Тополи, позната као „Среска кућа”, представља непокретно културно добро као споменик културе, одлуком СО Топола број 020-211/87-07 од 26. новембра 1987. године.
Зграда у улици Суреповој бр. 1 у Тополи саграђена је крајем 19. века, у њој је била смештена канцеларија прве тополске општине. Објекат има карактеристике упрошћене градске архитектуре Србије тог времена.
У основи је правоугаона грађевина са сутереном и високим приземљем, једноставна, без декорације на фасадним платнима. Грађена је од камена, опеке и дрвета. На бело окреченој фасади налази се тринаест дрвених прозора, а у кућу се улази из дворишта, степеништем, које води на мали дрвени трем. У некадашњој „Среској кући” данас су смештене просторије општинске управе Топола.

## Напомена
1. ↑  Назив улице је у међувремену промењен.